# Gustaf Lundberg (ingenjör)
Gustaf Lundberg, född 11 november 1901 i Ingatorps församling, Jönköpings län, död 5 oktober 1961, var en svensk ingenjör.
Lundberg, som var son till civilingenjör Elof Lundberg och Maria Rose, avlade studentexamen i Saltsjöbaden 1920, studerade vid Kungliga Tekniska högskolan 1920–1922 och 1923–1925 och blev filosofie magister i Stockholm 1926. Han innehade lärarförordnanden 1926–1928 och 1930, studerade i Uppsala 1928–1930, var anställd vid AB Nomy 1930–1937, vid SKF 1937–1942 och professor i elasticitets- och hållfasthetslära vid Chalmers tekniska högskola från 1942. Han var ledamot av Lerums kyrkofullmäktige 1951, kyrkvärd 1952 och invaldes som ledamot av Kungliga Vetenskaps- och Vitterhets-Samhället i Göteborg 1953. Han författade skrifter om hållfasthetsproblem och rullningslagrens teori.